# Juryns stora pris (Berlin)
Juryns stora pris (tyska: Großer Preis der Jury), belönat med Silverbjörnen, är ett filmpris som delas ut vid filmfestivalen i Berlin varje år sedan 1957. Priset anses som "andrapriset" efter Guldbjörnen. Priset avgörs av tävlingsjuryn, som vanligtvis består av internationella filmskapare.
Priset delades ut för första gången som ett "specialpris" vid den sjunde upplagan av filmfestivalen, 1957. Tidigare hade namnlösa Silverbjörnar delats ut sedan 1951. Från 1957 till 1972 hette priset "Specialpriset" eller "Juryns särskilda pris" (Sonderpreis eller Sonderpreis der Jury), och från 1973 till 1998 hette det "Juryns specialpris" (Spezialpreis der Jury). Sedan 1999 har det officiella namnet varit "Juryns stora pris" (Großer Preis der Jury).

## Vinnare i urval
- 1965 – Min lycka (regi: Agnès Varda, land: Frankrike) och Repulsion (regi: Roman Polanski, land: Storbritannien)
- 1966 – Jakten (regi: Yngve Gamlin, land: Sverige) och Schonzeit Für Füchse (regi: Peter Schamoni, land: Västtyskland)
- 1993 – Arizona Dream (regi: Emir Kusturica, land: Frankrike/USA)
- 1994 – Jordgubbar och choklad (regi: Tomás Gutiérrez Alea och Juan Carlos Tabío, land: Kuba/Mexiko)
- 1996 – Lust och fägring stor (regi: Bo Widerberg, land: Sverige/Danmark)
- 1998 – Wag the Dog (regi: Barry Levinson, land: USA)
- 1999 – Mifune (regi: Søren Kragh-Jacobsen, land: Danmark/Sverige)
- 2003 – Adaptation (regi: Spike Jonze, land: USA)
- 2014 – The Grand Budapest Hotel (regi: Wes Anderson, land: USA/Tyskland)
- 2023 – Röd himmel (regi: Christian Petzold, land: Tyskland)